# Chinandega (departement)

Chinandega i Nicaragua

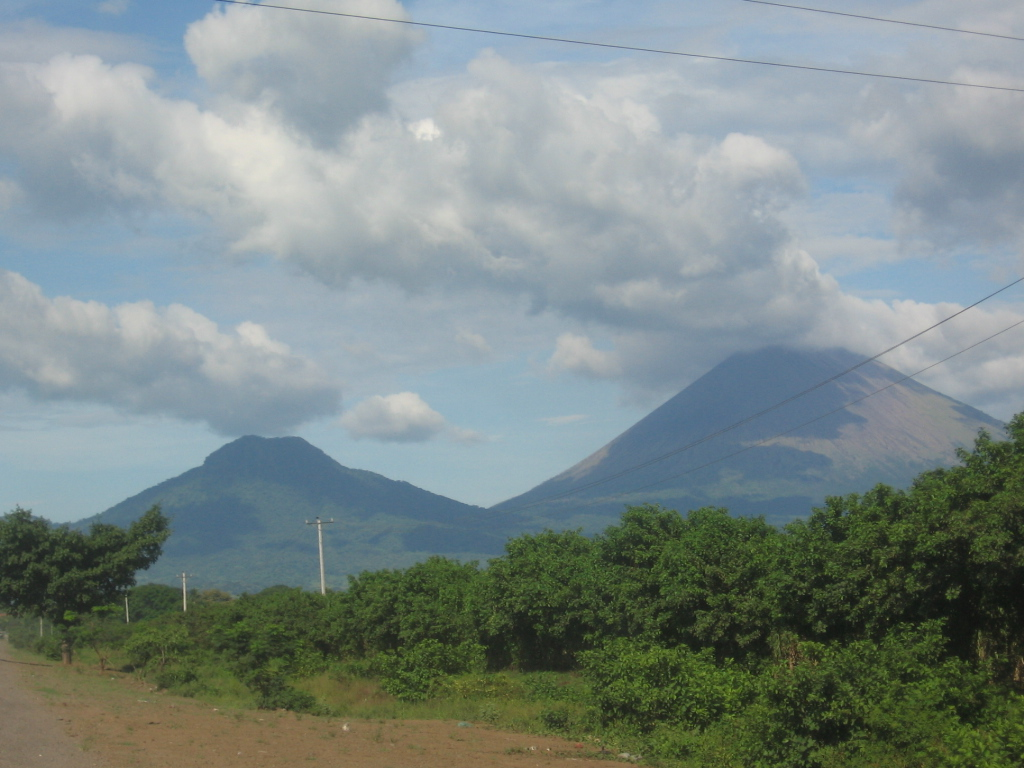
Vulkanerna San Cristobal och Chonco

Chinandega är ett departement i Nicaragua. Chinandega gränsar till Honduras. Det täcker en yta av 4 926 km² och har enligt en mätning år 2005, 441 300 invånare. Departementets huvudstad är Chinandega.
I Chinandega produceras rom gjord av sockerrör. Andra produkter är bananer, jordnötter och salt. Även fisket är en viktig inkomstkälla. Bland annat så fiskas det och säljs mycket räkor. 
Det finns några vulkaner i Chinandega. Den stora vulkanen San Cristóbal, den största i hela landet ligger inte långt ifrån Chinandega. Vulkanen är 1 745 meter hög. Vulkanen är fullt aktiv men då bara med små utbrott och det var mycket länge sedan som den hade ett större utbrott.
Chinandega är känt för dess bananodlingar och i filmen Bananas! visas flera inslag ifrån Chinandega, där odlingarna i fråga finns.

## Kommuner
Departementet har tretton kommuner (municipios)
1. Chichigalpa
2. Chinandega
3. Cinco Pinos
4. Corinto
5. El Realejo
6. El Viejo
7. Posoltega
8. Puerto Morazán
9. San Francisco del Norte
10. San Pedro del Norte
11. Santo Tomás del Norte
12. Somotillo
13. Villanueva